# Электрография
Электрогра́фия, ксерогра́фия (от др.-греч. ξερός [kseros], лат. xeros «сухой» + графия) — метод репрогра́фии, использующий для переноса тонера (сухих чернил) электрический заряд. На принципе электрографии работают лазерные принтеры и копировальные аппараты.

## История
Ксерографию придумал американский изобретатель и физик Честер Карлсон. Первый оттиск он и его помощник Отто Корнеи получили в своей домашней лаборатории в Нью-Йорке 22 октября 1938 года. Патент на эту технологию был получен 6 октября 1942 года.
Долгое время Карлсон безуспешно пытался внедрить своё изобретение, доказывая, что оно абсолютно необходимо для бизнеса, но везде ему отказывали, ссылаясь на то, что его изобретение слишком громоздко и сильно пачкает листы, к тому же человек может значительно лучше справиться с задачей копирования. Удача улыбнулась ему в 1944 году в Мемориальном институте Баттеля, расположенном в штате Огайо. Там ему предложили усовершенствовать технологию и даже нашли точное слово для названия данного процесса — «электрофотография». После чего лицензию на дальнейшую разработку и производство копировальных аппаратов приобрела фирма Haloid Company. Именно тогда было решено, что слово «электрофотография» слишком научное и может отпугнуть потенциального покупателя. Помощь в поиске более удачного названия оказал местный профессор-филолог. Он придумал термин «ксерография» от др.-греч. ξερός «сухой» и γράφω «пишу», а потом уже сам изобретатель Карлсон додумался сократить слово до простого «xerox». В итоге в 1948 году первые аппараты «xerox» появились на рынке, а первая модель называлась просто — Model A. После выпуска в 1959 году первой полностью автоматической модели Xerox 914 компания Haloid сменила название на Xerox Corporation.
Независимо от Честера Карлсона, в 1948 году, в Германии, изобретатель доктор Эйсбен основал фирму Develop Corp по выпуску копировального аппарата собственной конструкции. Компания, основанная Эйсбеном, и сегодня продолжает выпускать копировальную технику, так и не признав первенства Карлсона, поскольку получила 16 патентов на изобретение своего основателя.

## Упрощённый принцип ксерографии

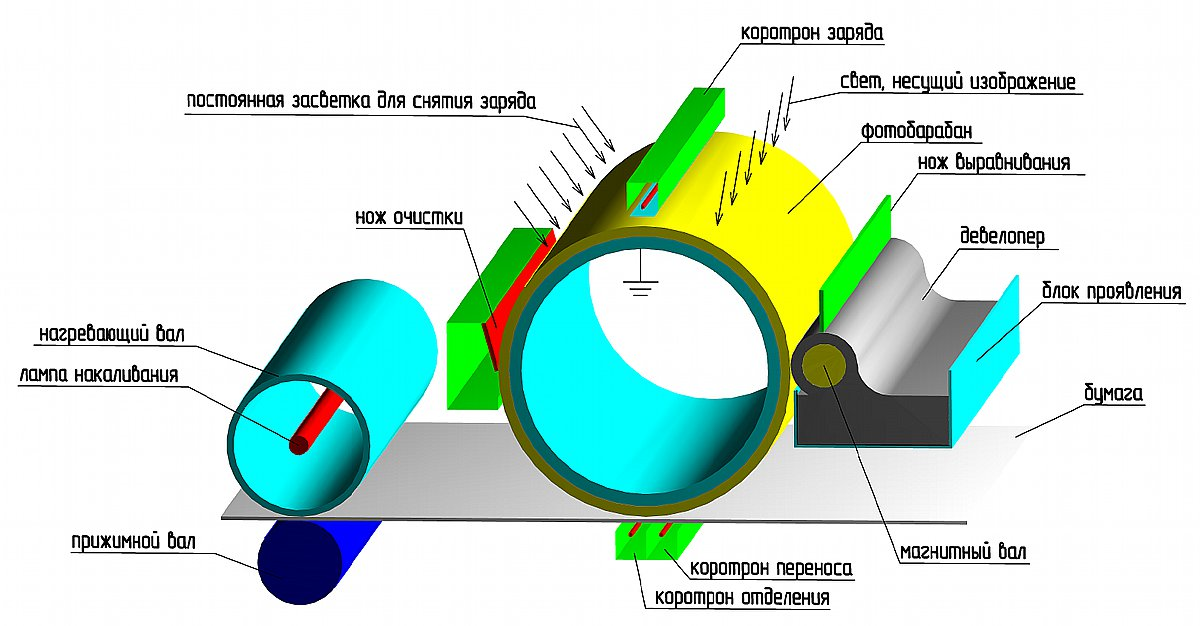
Схематичное изображение электрографического процесса.

Общая схема электрографии (ксерографии): 1) На поверхность фотобарабана наносится электрический заряд. 2) Отражённый от копируемого документа свет выборочно разряжает участки барабана. 3) На барабан наносится тонер, он задерживается на участках, сохранивших заряд. 4) Тонер переносится с барабана на бумагу, имеющую больший отрицательный заряд.

Перед печатью фотобарабан (OPC) заряжается при помощи коротрона — провода, на которое подаётся высокое напряжение, из-за чего в нём происходит коронный разряд, за счёт которого заряд с провода перетекает на барабан. После этого производится его экспонирование — либо отражённым от оригинала светом, либо изображением, формируемым при помощи лазерного луча или линейки светодиодов. Покрытие фотобарабана в местах, облучённых светом, теряет свои диэлектрические свойства, что приводит к стеканию в этих местах электрического заряда на массу.
На следующей стадии происходит проявление изображения. На этом этапе фотобарабан проходит мимо вала с порошкообразным, реже жидким тонером. Тонер с вала проявки переносится на заряжённые участки фотобарабана за счёт своего противоположного заряда. На этой стадии важно обеспечить равномерное распределение тонера по поверхности барабана.
Затем барабан прокатывается по листу бумаги, или другого носителя, на котором должна производиться печать. Бумага при этом также получает заряд противоположного знака, за счёт этого тонер переносится с поверхности фотобарабана на носитель, а сам барабан теряет свой электрический заряд. Небольшое количество тонера остаётся на барабане, поэтому после переноса тонера барабан должен быть очищен, а также разряжен при помощи дополнительной лампы.
После осаждения тонер должен быть закреплён, в противном случае он может легко осыпаться. Для этого лист бумаги пропускается между валиками, один из которых нагревается, чтобы расплавить тонер и вдавить его в лист бумаги. Валик имеет термостойкое покрытие, как правило из фторопласта, которое позволяет не прилипать тонеру к валу.
Таким образом сразу же формируется позитивное изображение, что удобно для копирования документов, так как исключается фаза получения негатива и последующей печати с него позитива, как это приходится делать при химической фотографии. Однако электрография может использоваться и для печати позитивных изображений с негативов, например, с микрофильмов. В этом случае используется тонер, имеющий одноимённый заряд с фотобарабаном, который отталкивается от заряженных участков, но прилипает к незаряженным. Негативный процесс не может передавать градации плотности и для печати полутоновых изображений требует растрирования. В современных цифровых лазерных копировальных аппаратах и принтерах тёмные части изображения наносятся лазерным лучом а проявление изображения осуществляется по негативному процессу. Данный принцип позволяет увеличить срок эксплуатации лазера, так как в большинстве случаев тёмные участки при печати занимают намного меньшую площадь.

## Многоцветная печать
Многоцветная печать значительно усложняет и удорожает конструкцию аппарата. Для получения цветного отпечатка требуется провести лист бумаги последовательно под четырьмя или более фотобарабанами, при этом важно правильно совместить изображения на всех барабанах и минимизировать потери тонера. Для протяжки бумаги при этом используется конвейерная лента, к которой лист бумаги прижимается за счёт электростатических сил. При этом погрешность сведения цветов как правило в 2−4 раза выше, чем при офсетной печати.